# Mario Stojić
Mario Stojić (* 6. Mai 1980 in Mannheim) ist ein deutscher Basketballspieler, der auch die kroatische Staatsangehörigkeit besitzt.

## Karriere

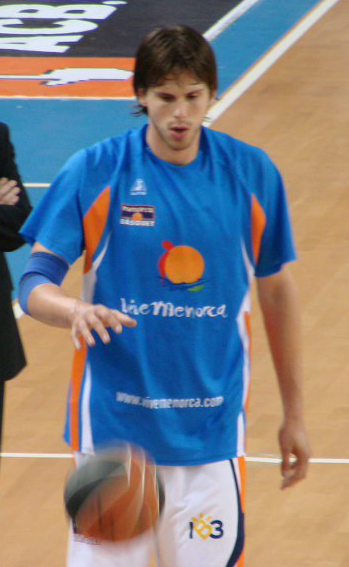
Mario Stojić 2007

Nach seinen ersten Schritten im Leistungs-Basketball wechselte Stojić aus Deutschland nach Kroatien. Nach mehreren Stationen in Kroatien spielte Stojić zwischen 2001 und 2002 in Italien, bevor er von 2002 bis 2012 in Spanien spielte. Dort lief er unter anderem für die Basketball-Abteilung von  Real Madrid auf. Im Sommer 2012 wechselte er zum BC Ostende nach Belgien. Im Juli 2013 gaben die MHP Riesen Ludwigsburg aus der deutschen Beko BBL die Verpflichtung von Stojić bekannt, damit kehrt er nach 17 Jahren wieder nach Deutschland zurück. Nach einem Jahr erhielt er jedoch keinen neuen Vertrag in Ludwigsburg.

## Erfolge
- Sieger italienischer Supercup 2001, 2002
- Teilnehmer der EM 2007 und 2009